# Desa Sindangkempeng (administrativ by i Indonesien, lat -6,82, long 108,56)
Desa Sindangkempeng är en administrativ by i Indonesien.   Den ligger i provinsen Jawa Barat, i den västra delen av landet, 200 km öster om huvudstaden Jakarta.